# Klapa Šufit
Klapa Šufit, kulturno umjetničko društvo iz Splita.

## Povijest klape
U jesen 1992. u potkrovlju splitske „Realke“ mladi i nadareni nastavnik glazbene kulture prof. Tomislav Veršić okupio je grupu učenika u klapu Šufit. Godinu i pol dana kasnije gimnazijalci su uspješno debitirali na Festivalu dalmatinskih klapa u Omišu kao najmlađa muška klapa natjecateljica u povijesti tog najznačajnijeg klapskog okupljanja. 
S vremenom je klapa Šufit napustila gimnazijske okvire i organizirala se u sklopu istoimenog kulturno–umjetničkog društva. Vođena iskusnim klapskim bardom Duškom Tambačom, klapa postaje respektabilno glazbeno tijelo koje njeguje i promovira „splitski stil“ klapskog pjevanja, te se kontinuiranim nastupima na FDK u Omišu svrstava u sam vrh klapskog pjevanja (1999. god. -  3. nagrada publike - Brončani leut). Krajem iste godine Šufitovci izdaju svoj prvi album „Dobro jutro more“. Promoviraju ga na brojnim koncertima, od kojih onaj najveći u HNK Split, otpjevan pred kamerama nacionalne televizijske kuće, nailazi na iskrenu podršku publike i priznanje glazbene kritike.
Od 2006. godine do danas, klapa je pod umjetničkim vodstvom prof. Jasminka Šetke. Rijetko viđena sinergija tog glazbenog i pedagoškog talenta i pjevača klape urodila je jedinstvenim podvigom u povijesti klapskog pjevanja i natjecanja. Klapa Šufit postaje apsolutnim pobjednikom omiškog festivala tri godine zaredom, osvojivši članove stručnog povjerenstva te srce i dušu klapske publike (2006., 2007. i 2008. godine: 1. nagrada stručnog ocjenjivačkog povjerenstva - Zlatni štit s povijesnim simbolom grada Omiša i 1. nagrada publike – Zlatni leut).
Klapa Šufit je postigla uspjehe u samostalnim nastupima, u suradnji s drugim klapama ili estradnim umjetnicima i na drugim glazbenim festivalima (Večeri dalmatinske pisme Kaštela, Festival dalmatinske šansone u Šibeniku, Melodije hrvatskog juga u Opuzenu).
U Šufitu je tijekom godina pjevalo, ili još pjeva, ukupno dvadesetak pjevača, a od 2003. godine klapa djeluje u sastavu koji je i danas.
Nastala u šufitu škole, pjevajući pjesme iz šufita naših djedova, klapa se popela na sam vrh, na šufit dalmatinske klapske pjesme.

## Članovi
Tijekom godina sastav klape se mijenjao, kroz klapu je prošlo dvadesetak pjevača. Od 2006. godine stalni postav klape Šufit je: 
| - Igor Jelaska - I tenor, - Jurica Nazlić - II tenor, - Marko Lasić- II tenor, - Ivan Bratinčević - bariton, - Krešimir Grgić - bariton, | - Nikola Akrap - I bas, - Bruno Vučica - I bas, - Teo Turk - II bas i - Zdeslav Mišurac - II bas. |

Umjetnički voditelj: Jasminko Šetka

## Nagrade i priznanja
- Zlatni štit s povijesnim grbom grada Omiša (2006. – 2008.)

Nagrada se uručuje na završnoj večeri Festivala dalmatinskih klapa Omiš najuspješnijoj klapi po odluci Stručnog ocjenjivačkog povjerenstva.
- Zlatni omiški leut (2006. – 2008.)

Leut grada Omiša je nagrada koja se na završnoj večeri Festivala dalmatinskih klapa Omiš uručuje najuspješnijim klapama po ocjeni nazočne publike.
- Zlatne kaštelanske trišnje (2009.)
- Nagrada Stručnog ocjenivačkog suda na festivalu Večeri dalmatinske pisme – Kaštelanski đir.
- Nagrada za izuzetan doprinos dalmatinskom klapskom pjevanju (2009.)

Nagradu dodjeljuje Festivala dalmatinskih klapa Omiš.
- Pobjednici Festivala marijansko-duhovne klapske pjesme Klape Gospi Sinjskoj po ocjeni stručnog povjerenstva (2010.)
- Diskografska nagrada Porin u kategoriji najbolje klapske izvedbe (2011.)[1]

## Diskografija
- Dobro jutro more; prvi studijski album klape snimljen 1999. g
- Ponoć je, mila moja majko; drugi studijski album klape snimljen 2009. g

Popis pjesama:
1. Ponoć je, mila moja majko  (narodna, obrada Janes Vlašić i Duško Tambača)
2. Zeleni škoju, dobra dušo  (glazba: Duško Tambača, stihovi: Jure Franičević Pločar)
3. Spušta se noć  (narodna, obrada Velebit Veršić)
4. Ruko moja, što si takla  (glazba: Krešimir Magdić, stihovi: Jakša Fiamengo)
5. Ako si jubo pošla spat  (narodna, obrada: Joško Ćaleta)
6. Perušće besid  (glazba: Duško Tambača, stihovi:Joško Božanić)
7. Ja odlazin draga  (narodna, obrada: Joško Ćaleta)
8. Ključ života  (glazba i stihovi: Zdenko Runjić, obrada: Duško Tambača)
9. Otka' te znam  (narodna, obrada: Tomislav Veršić)
10. Leute moj  (glazba i stihovi: Toma Bebić, obrada: Duško Tambača)
11. Tužni snovi, bol prosjaka  (narodna, obrada: Duško Tambača)[2]

## Vanjske poveznice
- Službena stranica klape Šufit  Arhivirana inačica izvorne stranice od 24. lipnja 2009. (Wayback Machine)
- Festival dalmatinskih klapa Omiš  Arhivirana inačica izvorne stranice od 21. srpnja 2011. (Wayback Machine)
- Večeri dalmatinske pisme Kaštela